# Phratora jinchuanensis
Phratora jinchuanensis es una especie de insecto coleóptero de la familia Chrysomelidae.
Fue descrita científicamente en 2004 por Ge & Wang in Ge, Yang, Wang, Li & Cui.